# Moucherolle à croupion jaune
Myiobius sulphureipygius
Pour les articles homonymes, voir Moucherolle à croupion jaune (homonymie).
Ne doit pas être confondu avec Moucherolle à ventre jaune, Moucherolle à sourcils jaunes ou Moucherolle à croupion roux.
Espèce
Répartition géographique
Statut de conservation UICN

 LC  : Préoccupation mineure
Le Moucherolle à croupion jaune (Myiobius sulphureipygius), appelé également Barbichon à croupion jaune, est une espèce de passereaux de la famille des Onychorhynchidae.

## Habitat
Cette espèce fréquente les sous-bois des forêts humides des plaines et des contreforts.

## Répartition et sous-espèces
Selon la classification de référence du Congrès ornithologique international (15.1, 2025) il se répartit en deux sous-espèces (ordre phylogénique) :
- M. s. sulphureipygius (Sclater, 1857) — du sud-est du Mexique au nord du Honduras ;
- M. s. aureatus Bangs, 1908 — Amérique centrale et Tumbes-Chocó-Magdalena[4].